# Патологічна анатомія пренатального періоду
Пренатальна патологія — розділ патанатомії, який вивчає всі патологічні процеси, які виникають у пренатальному періоді, а також різні порушення дозрівання гамет.

## Прогенез і кіматогенез
Пренатальний (антенатальний) період триває від моменту виникнення зиготи до початку родової діяльності. Зазвичай він відповідає тривалості доношеної вагітності і становить 9 календарних місяців, або 10 місячних місяців, або 40 тижнів, або 280 днів.
Пренатальний період у біології розвитку називають також періодом кіматогенезу (від греч. kyema — зародок), а репродуктивний вік батьків, під час якого відбувається дозрівання гамет, отримав назву періоду прогенезу.

### Періодизація кіматогенезу
У ході кіматогенезу виділяють чотири періоди:
1. Період бластогенезу — від моменту утворення зиготи до 15-го дня внутрішньоутробного розвитку включно (поділ зиготи з наступним диференціюванням трофобласту і ембріобласту). Ембріобласт (embryoblastus[1] грец. Έμβρυον — «зародок» і βλαστος — «паросток, зачаток»; син.: архібласт, клітинна маса внутрішня)[2] — це сукупність клітин, що знаходяться до середини від трофобласту, у зародків ссавців і людини на стадіях морули і ранньої бластоцисти[3].
2. Період ембріогенезу триває 16 — 75 дні кіматогенезу (виділення амніона і хоріона, основний органогенез).
3. Період раннього фетогенезу триває 76 — 180 дні антенатального періоду (утворення плаценти і диференціювання тканин); незрілий плід наприкінці цього періоду набуває життєздатності.
4. Період пізнього фетогенезу триває 181—280 дні пренатального розвитку (продовження диференціювання тканин, інволюція плаценти)[4][5].

### Гаметопатії і кіматопатії
Патологічні процеси, що розвиваються у періодах прогенезу і кіматогенезу називаються гаметопатіями і кіматопатіями відповідно.
Кіматопатії підрозділяють на чотири типи:
1. Бластопатії — кіматопатії, які виникають у періоді бластогенезу.
2. Ембріопатії — кіматопатії, які виникають у періоді ембріогенезу. Ембріопатії найчастіше проявляються у вигляді вад розвитку (аномалій) різних органів.
3. Ранні фетопатії — кіматопатії, які формуються у періоді раннього фетогенезу.
4. Пізні фетопатії — кіматопатії, які розвиваються у періоді пізнього фетогенезу[8].

## Етіологія гамето- і кіматопатій
Патогенні фактори, які призводять до розвитку гамето- і кіматопатій, а також ті, що сприяють їх виникненню, традиційно підрозділяються на ендогенні (спадкові) і екзогенні.
До ендогенних факторів належать мутації (генні, хромосомні і геномні).
Екзогенні фактори обумовлюють як розвиток пошкоджень без зміни структури спадкового матеріалу, так і здатність викликати мутації.
Виділяють чотири групи екзогенних ушкоджуючих факторів:
1. Фактори фізичної природи (іонізуюче випромінювання, тяжі Симонара).
2. Фактори хімічної природи (етанол, деякі фармакотерапевтичні засоби, виробничі токсичні речовини, гормони, холекальціферол). Одною з поширених форм кіматопатій, з обумовлених токсичними факторами, є алкогольна ембріофетопатія. У 60-х рр. XX століття ріст числа ембріопатій у розвинених країнах, особливо у Німеччині, був викликаний застосуванням під час вагітності транквілізатора талідоміда (талідомідна ембріопатія). При цьому найбільш часто розвивалася амелія (дефект)[en] (відсутність кінцівок) або фокомелія[en] («ластоподібні кінцівки»)[9].
3. Інфекційні агенти (віруси, бактерії, гриби, найпростіші)[10].
4. Тяжкі захворювання матері, передусім цукровий діабет і тиреотоксикоз, що зумовили розвиток діабетичної і тиреотоксичної ембріофетопатій відповідно.

## Патогенез кіматопатій

### Закономірності патогенезу кіматопатій
У вітчизняній патологічній анатомії прийнято виділяти три закономірності патогенезу кіматопатій.
Перша закономірність — дизонтогенез (порушення розвитку організму) являє собою поєднання альтеративних змін і реактивних процесів (запалення, імунної реакції, регенерації і т. ін.). На ранніх етапах внутрішньоутробного розвитку реактивні процеси розвинені слабо, що пов'язано з незрілістю пристосувальних механізмів, тому домінуючими є альтеративні (дистрофічні та некротичні) зміни.
Друга закономірність — на пізніх стадіях пренатального онтогенезу вади розвитку будь-яких органів поєднуються з тканинними вадами в інших органах, а також з різними типовими змінами (альтеративні процеси, порушення кровообігу).
Третя закономірність — характер кіматопатії залежить передусім від того, у який період антенатального розвитку відбувається вплив патогенного фактору. Так, ембріопатія практично завжди супроводжується формуванням вади розвитку органу (органів), у ту пору як фетопатії характеризують виникнення передусім тканинних вад.

### Поняття про критичні періоди кіматогенезу
Критичні періоди кіматогенезу — періоди наибільшої чутливості ембріону до дії пошкоджуючих факторів.
Для ссавців і людини розрізняють два критичних періоди: перший пов' заний з процесом нідації (імплантації бластули у ендометріий) і відповідає приблизно 14-му дню гестації; другий асоційований з початком формування плаценти (плацентації) і відповідає 3—6 тиж. вагітності.

### Тератогенні фактори
Тератогенними факторами (від грец. τέρας «потвора, виродок») називають пошкоджуючу дію, яка призводить до виникнення вад розвитку органів («потворств»).
Одна вада може бути викликана різними тератогенними факторами, що діють у одні і ті ж строки ембріогенезу, і навпаки, один тератогенний фактор у різні періоди внутрішньоутробного розвитку може призводити до формування різних вад. Наприклад, вплив іонізуючого випромінювання або хініну на 3 тиж. пренатального розвитку призводить до однотипного порушення формування нервової трубки. Вірус краснухи впродовж 1-го міс. вагітності викликає переважно вади розвитку очей, 2-го міс. — вади головного мозку, 3-го міс. — аномалії лабіринту внутрішнього вуха.

### Тератогенний термінаційний період
Тератогенний терминаційнний період (від лат. terminus «термін») — відрізок часу в ході кіматогенезу, упродовж якого тератогенний фактор здатний викликати формування вади розвитку органу.
Наприклад, тератогенним термінаційним періодом для кришталика ока є 30—36 дні вагітності, для тканин піднебіння — 47—52 дні, для легень — 27—42 дні гестації і т. д.
Вважається, що чим вище мітотична активність клітин органу, тим він більш чутливий до дії тератогенних факторів.
Схематичне визначення тератогенних термінаційних періодів у вигляді діаграм називається тератологічним календарем.

## Гаметопатії
Гаметопатіями називаються різноманітні патологічні зміни статевих клітин.
Найбільше значення мають дефекти генів гамет (генні мутації) і хромосом (хромосомні мутації, або хромосомні аберації), які призводять до розвитку спадкових захворювань — генних та хромосомних хвороб відповідно. Ризик народження дитини з генною або хромосомною хворобою збільшується з віком батьків.
Крім генних та хромосомних хвороб зустрічаються захворювання внаслідок геномних мутацій (синдром триплодії [Архівовано 28 квітня 2019 у Wayback Machine.]). Триплодія широко поширена у людини, але триплоїдні організми виявляються нежиттєздатними і вагітність при цьому, як правило, завершується спонтанним абортом. Новонароджені триплоїдні діти зазвичай гинуть у перші години або дні життя.
Серед генних, хромосомних і геномних хвороб розрізняють (1) повні і (2) мозаїчні форми. Повні форми характеризуються наявністю дефекту спадкового матеріалу у всіх клітинах організму. При мозаїчних формах тільки частина клітин містить аберантний спадковий матеріал.

### Генні хвороби
Генні хвороби підрозділяють на чотири групи:
1. Аутосомно-рецесивні (батьки при цьому можуть бути здоровими, являючись гетерозиготними носіями дефектної алелі).
2. Аутосомно-домінантні (батьки також страждають цим захворюванням).
3. Рецесивні, зчеплені з Х-хромосомою (зустрічаються зазвичай у хлопчиків). Мутантний ген дитина отримує від матері, яка є носієм дефектного гена і не хворіє. Зрідка захворювання виникає у дівчат у тому випадку, якщо батько страждає даним захворюванням, а мати є носієм мутантного гена.
4. Домінантні, зчеплені з Х-хромосомой.

Серед генних хвороб особливе місце займають генні вади — вади розвитку органів і тканин, у основі яких лежить успадкований дефект гена.

### Хромосомні хвороби
Хромосомні хвороби підрозділяються на дві групи:
1. Зміна числа хромосом
2. Порушення структури хромосом.

Зміна числа хромосом лежить в основі наступних захворювань:
1. Синдром трисомії 8
2. Синдром трисомії 9
3. Хвороба (синдром) Пéтау (Па́тау) — трисомія 13
4. Хвороба (синдром) Едвардса — трисомія 18
5. Хвороба (синдром) Лéнгдона Таќуна — трисомія 21
6. Синдром трисомії 22
7. Хвороба (синдром) Клайнфельтера — збільшення числа статевих хромосом
8. Хвороба (синдром) Шерешевського-Тернера — моносомія за статевими хромосомами.

#### Хвороба Ленгдона Дауна
Найбільш поширеною з хромосомних хвороб є хвороба (Ленгдона) Дауна (один хворий з приблизно кожних 1000 новонароджених), основним клінічним проявом якої служить олігофренія, що розвивається на тлі дисплазії тканини головного мозку (особливо лобної кори). Характерний зовнішній вигляд хворих: плаский профіль особи, монголоїдні очі у поєднанні з гіпертелоризмом, западаюча спинка носа, гіпоплазія та низьке розташування вушних раковин. Типовою ознакою хвороби Дауна є поперечна складка долоні. Часто у таких хворих формуються вади серця і органів шлунково-кишкового тракту.

#### Синдром Петау
Синдром Пéтау зустрічається рідко (1 випадок з 7000—8000 новонароджених). Характерний дефіцит маси при народженні і типові зміни черепа та обличчя: скошений лоб, монголоїдні очі у поєднанні з гіпотелоризмом, западаюче перенісся, широка основа носа і хейлогнатопалатосхіз. Нижня мікрогнатія («пташине обличчя») зустрічається у третини випадків.

#### Синдром Едвардса
Синдром Едвардса зустрічається також рідко, як і синдром Пéтау. При цьому також характерний дефіцит маси тіла при народженні і типові аномалії черепа та обличчя: доліхоцефалічна форма черепа з ступенеподібним западанням лобних кісток в області великого тім'ячка, вузькі та короткі очні щілини, перенісся, яке злегка виступає, низько розташовані і деформовані вушні раковини. Нижня мікрогнатія («пташине обличчя») при синдромі Едвардса відзначається майже у всіх випадках.
До 90—95 % дітей з синдромами Пéтау та Едвардса, які народилися живими, помирають упродовж першого року життя. Всі хворі старше 3 років, на відміну від хвороби Дауна, страждають на олігофренію у формі ідіотії.

## Бластопатії
Бластопатії — кіматопатії, які виникають у періоді бластогенезу (1—15 дні антенатального розвитку).

### Класифікація
Розрізняють наступні найбільш поширені варіанти бластопатій:
1. Патологія імплантації бластули (ектопічна вагітність, поверхнева або глибока імплантація бластули у ендометрій). Поверхнева імплантація частіше призводить до порушень розташування плаценти, а глибока веде до її прирощування.
2. Утворення пустого зародкового мішка внаслідок аплазії або загибелі ембріобласту.
3. Аплазія/гіпоплазія трофобласту.
4. Панембріональні аномалії (несумісні з життям).
5. Вади розвитку окремих органів, множинні або поодинокі (у половині випадків вони поєднуються з вадами розвитку провізорних органів).
6. Двійникові каліцтва (зрощені двійні)[18].

### Зрощені двійні
Классифікують зрощені двійні за симетричністю розвитку компонентів та за локалізацією зрощення:
I. Симетричність розвитку компонентів
1. Діплопагус — зрощена двійня, що складається з симетрично розвинених компонентів.
2. Гетеропагус — зрощена двійня, що складається з асиметрично розвинених компонентів (при цьому недорозвинений близнюк називається «паразитом»).

II. Локалізація зростання
1. Краніопагус — зростання в області голови.
2. Торакопагус — зростання в області погруддя.
3. Ішиопагус — зростання в області таза.

## Ембріопатії
Ембріопатії — кіматопатії, які виникають у періоді ембріогенезу (16—75 дні внутрішньоутробного життя). Результатом ембріопатії, як правило, є вроджена вада розвитку будь-яких органів.
Вроджена вада розвитку (вроджена аномалія) органу — стійка зміна структури органу, яка виникає антенатально і та, що не вкладається у рамки варіацій норми.
Крім вад розвитку органів розрізняють вади розвитку тканин (гамартії і хористії). Тканинні вади можуть бути системними або місцевими.

### Класифікація вад розвитку органів
Классифікують вади розвитку органів за наступними п'ятьма основними принципами:
I. Етіологічна класифікація
1. Генотипічні вади — вади, які виникають у результаті спадкових дефектів генів, аномалій хромосом або генома у цілому.
2. Вади, які виникають під впливом тератогенних факторів фізичної природи (іонізуюче випромінювання, тяжі Симонара).
3. Вади, які виникають під впливом тератогенних факторів хімічної природи (алкогольна і талідомідна ембріопатії).
4. Вади, які виникають під впливом інфекційних тератогенних факторів (рубеолярна і цитомегаловірусна ембріопатії).
5. Вади, які виникають на тлі важких захворювань матері (діабетична і тиреотоксична ембріопатії).

II. Топографо-анатомічна класифікація: відомі вроджені вади розвитку всіх органів. Найбільш часто зустрічаються аномалії серцево-судинної і центральної нервової систем, так як для цих органів характерний тривалий тератогенний термінаційний період.
III. Кількість вад
1. Ізольована вада — вада одного органу.
2. Системні вади — вади органів одної системи.
3. Численні вади — вади органів різних систем.

IV. Механізм розвитку
1. Первинна вада — вада, яка формується під впливом тератогенного фактора.
2. Вторинна вада — вада, яка розвивається у результаті первинної вади [дана категорія може бути включена до етіологічної класифікації вад]. Так, виражена нижня мікрогнатія (первинна вада) призводить до розвитку мікростомії, мікроглосії та глосоптозу (вторинні вади).
3. Аномалад (термін ввів у 1975 г. американський педіатр David W. Smith) — комплекс одного первинного і кількох вторинних вад (наприклад, аномалад першої і другої зябрових дуг, аномалад Робена).

V. Характер морфологічних змін
1. Агенезія/аплазія — вроджена відсутність органу (при наявності елементів зачатку, образуючих частіше судини воріт, використовують термін аплазія, при їхній відсутності ваду означають терміном агенезія).
2. Зміна розміру органів: (1) вроджена гіпоплазія (недорозвиток органу) і (2) вроджена гіпертрофія (збільшення органу). Назва деяких вад з групи вроджених гіпертрофій починається з терміноелементу pachy-, наприклад, пахігірія — потовщення звивин головного мозку.
3. Збільшення числа органів, найчастіше подвоєння (наприклад, подвійна дуга аорти). Назва вади часто починається з терміноелементу poly- (полідактилія — збільшення числа пальців).
4. Вади розташування: (1) гетеротопія, (2) ектопія і (3) екстрофія. Гетеротопією називають включення тканини одного органу у другій, наприклад, наявність острівців панкреатичної тканини у стінці кишки, частіше дванадцятипалої. Під ектопією розуміють незвичне розташування органу (наприклад, тазова нирка), а терміном екстрофія означають виворіт порожнистого органу.
5. Вади розвитку каналів і природних отворів. До них належать (1) атрезія (відсутність каналу або природного отвору), їхній (2) вроджений стеноз (звуження) і (3) вроджена ектазія (розширення [наприклад, вроджена кіста холедоха]).
6. Нерозділення («злиття») органів. Назва вади часто починається з терміноелементу syn- (sym-), наприклад, синдактилія («зрощені пальці»); симподія, або «аномалія русалки» (Нерозділення нижних кінцівок).
7. Вроджена дісхронія — порушення темпів дозрівання органів і тканин. Розрізняють два види дисхронії — (1) сповільнення і (2) прискорення темпів розвитку органів. Типовим приміром прискорення темпів розвитку є прогерія — передчасне старіння. Прискорення темпів розвитку може проходити і у постнатальному періоді, наприклад, при такому захворюванні як хвороба Пе́джета кісток. Сповільнення процесів диференціювання полягає в основі персистування (персистенції) ембріональних структур. Наприклад, персистування овального вікна або артеріальної протоки у дитини старше 3 міс., персистенція метанефральної бластеми. Персистування ембріональних щілин часто визначається терміном дизрафія (арафія), наприклад, дизрафія хребта. До персистенції ембріональних щілин належать хейлосхіз («заяча губа»), палатосхіз («вовча паща»), що також нерідко зустрічаються і їхнє поєднання хейлогнатопалатосхіз.

### Вади розвитку (аномалії) органів серцево-судинної системи
Вроджені вади серця різноманітні. Зрідка зустрічаються акардія (відсутність серця), декстрокардія (розташування серця справа), ектопія (розташування серця в області шиї, у епігастрії, в зачеревному просторі або екстрастернально під шкірою грудної клітки), аномалії розмірів (макро- і мікрокардія), а також вроджена передсердно-шлуночкова блокада.
Найбільш часто зустрічаються такі три групи аномалій серця і судин: (1) порушення ділення порожнин серця, (2) порушення ділення артеріального стовбура і (3) комбіновані вроджені вади.

#### Порушення ділення порожнин серця
1. Дефект міжшлуночкової перегородки (частіше верхньої, мембранозної частини) — «білий тип» вади (ток крові зліва направо). При значному дефекті розвивається гіпертрофія міокарди правого шлуночка. Невеликий (діаметром до 1 см) дефект у м'язовій частини перегородки називається хворобою Толочи́нова—Роже́ і не вимагає хірургійної корекції.
2. Дефект міжпередсердної перегородки — отвір у міжпередсердній перегородці («білий тип» вади). Розрізняють (1) дефект первинної перегородки, розташований безпосередньо над атріовентрикулярними клапанами і (2) дефект вторинної перегородки (відкрите овальне вікно). Характерна гіпертрофія міокарди правого шлуночка.
3. Трикамерне серце — повна відсутність міжшлункової або міжпередсердної перегородок. «Білий тип» вади у стадії компенсації (повного перемішування артеріальної і венозної крові не відбувається), «синій» — при декомпенсації процесу.
4. Двокамерне серце — відсутність міжшлункової та міжпередсердної перегородок. Діти нежиттєздатні.

#### Порушення поділу артеріального стовбура
1. Спільний артеріальний стовбур — повна відсутність поділу артеріального стовбура («синій тип» вади). Діти нежиттєздатні.
2. Повна транспозиція легеневої артерії та аорти — вада, при якій легенева артерія відходить від лівого, а аорта від правого шлуночка («синій тип» вади). Діти нежиттєздатні.
3. Стеноз/атрезія легеневої артерії — «синій тип» вади.
4. Стеноз/атрезія гирла аорти — «синій тип» вади. Діти нежиттєздатні.
5. Коарктація (звуження перешийку) аорти супроводжується артеріальною гіпертензією верхньої частини тіла, вираженої гіпертрофією міокарди лівого шлуночка і гіпотензією нижньої половини тіла.
6. Персистенція артеріальної (боталлової) протоки у дітей старше 3 місяців («білий тип» вади).

#### Комбіновані вроджені вади серця
1. Тріада Фало — (1) дефект міжшлуночкової перегородки, (2) стеноз легеневої артерії і (3) гіпертрофія міокарди правого шлуночка («синій тип» вади).
2. Тетрада Фало — тріада Фало і декстрапозиція аорти (зміщення гирла аорти праворуч). «Синій тип» вади.
3. Пентада Фало — тетрада Фало і дефект міжпередсердної перегородки. «Синій тип» вади.
4. Хвороба Лютембаше — (1) дефект міжпередсердної перегородки і (2) мітральний стеноз.
5. Хвороба (комплекс) Ейзенменгера — (1) високий дефект мембранозної частини міжшлуночкової перегородки, (2) декстрапозиція аорти і (3) гіпертрофія міокарди правого шлуночка.
6. Синдром Блэнда — Уайта — Гарленда — відходження лівої коронарної артерії від легеневого стовбура і рання коронарна недостатність. Діти гинуть у перші місяці життя.
7. Хвороба Айерси — первинна легенева гіпертензія внаслідок гіпертрофії медії судин малого круга.

### Вади розвитку (аномалії) органів центральної нервової системи
До основних вад ЦНС належать такі аномалії:
1. Аненцефалія — агенезія головного мозку (зазвичай окрім довгастого). Поєднується з акранією — відсутністю кісток склепіння черепа та покриваючих їх м'які тканин.
2. Мікроцефалія — гіпоплазія головного мозку.
3. Мікрогірія — зменшення величини звивин мозку.
4. Поренцефалія — вроджений полікістоз головного мозку. Кісти пов'язані із шлуночками та вистелені епендімою.
5. Вроджена гідроцефалія — надмірне накопичення ліквору у шлуночках (внутрішня гідроцефалія) або у субарахноїдальному просторі (зовнішня гідроцефалія).
6. Циклопія — наявність одної очниці, у якій розташовані два ока або одне очне яблуко.
7. Грижі головного і спинного мозку — випинання речовини мозку і/або його оболон через вади кісток. Серед дефектів кісток особливе значення має spina bifida (рахісхіз) — розщеплення дорсального відділу хребта.
- Менінгоцеле — (meningocele; менінго- + грец. Kēlē «вибухне, грижа»[19]) грижовий мішок містить тільки мозкові оболони.
- Менінгоенцефалоцеле — у грижовому мішку містяться оболони і речовина головного мозку.
- Енцефалоцистоцеле — вмістом грижового мішка є фрагмент головного мозку з мозковим шлуночком.
- Менінгомієлоцеле — у грижовому мішку міститься речовина спинного мозку з мозковими оболонами.
- Міелоцеле — вмістом грижового мішка є речовина спинного мозку.

## Фетопатії
Фетопатії — кіматопатії, які розвиваються у період фетогенезу (76—280 дні пренатального розвитку). Розрізняють ранні і пізні, інфекційні та неінфекціїні фетопатії.
Ранні фетопатії — фетопатії, які формуються у ранньому періоді фетогенезу (76—180 дні внутрішньоутробного життя). Пізні фетопатії розвиваються у пізній фетальний період (181—280 дні антенатального онтогенезу).

### Морфологічні особливості фетопатій
Характерними морфологічними ознаками фетопатій є такі:
1. Ранні фетопатії, подібно ембріопатіям, нерідко супроводжуються формуванням вад розвитку органів, пізні фетопатії проявляються вадами розвитку тканин.
2. Для фетопатій типічно поєднання порушень диференційованих тканин і реактивних змін (запалення, імунна відповідь, регенерація). Реактивні зміни при пізніх фетопатіях більш явні.
3. Часто зустрічаються явні геморагічні прояви (геморагічний синдром).
4. У ході регенерації пошкоджених тканин розвивається проліферація мезенхіми (мезенхімоз).
5. Осередок екстрамедулярного мієлопоезу довше, ніж зазвичай, зберігаються у постнатальном періоді.

Серед неінфекційних фетопатій основне значення мають діабетична, тиреотоксична і алкогольна фетопатії, гемолітична хвороба плода, фіброеластоз ендокарда, а також фетальний муковісцидоз.

### Діабетична фетопатія
Діабетична фетопатія — захворювання плода, який розвивається на тлі цукрового діабету матері. У деяких випадках діабетична фетопатія може формуватися при наявності у матері порушеної толерантності до глюкози (переддіабетичного стану). Після народження діабетична фетопатія або регресує, або трансформується у неонатальний цукровий діабет (цукровий діабет новонароджених).
При діабетичній фетопатії характерний зовнішній вигляд новонароджених: спільна гіпертрофія (маса тіла 4—6 кг), червонувато-синюшні шкірні покриви з петехіальними висипами та рясною, сироподібною змазкою, шкіра та м'які тканини набряклі, внаслідок чого лице стає «одутлим». У підшлунковій залозі відбувається гіпертрофія острівців Лангерганса за рахунок гіперплазії інсуліноцитів, у печінці формується стеатоз, у епітелію ниркових канальців виявляються гранули глікогену, стінки судин мікроциркуляторного русла змінені за типом діабетичної мікроангіопатії.
Типовими ускладненнями діабетичної фетопатії є неонатальна гіпоксія та респіраторний дистрес-синдром новонародженого (РДС). Причиною смерті, окрім гіпоксії та пневмопатії, може бути важка гіпоглікемія, яка розвивається на тлі родового стресу.

### Алкогольна ембріофетопатія
Алкогольна ембріофетопатія характеризується спільною гіпоплазією (дефіцитом маси тіла), помірною недоношенністю, наявністю мікроцефалії, блефароптозу, епіканту та мікрогнатії.

### Фіброеластоз ендокарда
Фіброеластоз ендокарда — вроджене захворювання, при якому в ендокарді та у субендокардіальному шарі міокарда розростається фіброзна тканина з великою кількістю еластичних волокон. Причина захворювання не відома. У ряді випадків відзначається сімейний характер процесу. Передбачається роль дефіциту білку, вітамінів, внутрішньоутробної гіпоксії, а також вплив вірусу епідемічного паротиту і цитомегаловірусу.
Серце збільшується у 2—4 рази за рахунок гіпертрофії міокарда лівого шлуночка. Ендокард його різко потовщений. У половині випадків відбувається деформація мітрального та аортального клапанів. Провідною причиною смерті є лівошлуночкова недостатність.

### Фетальний муковісцидоз
Муковісцидоз (кістозний фіброз) плода — внутрішньоутробна форма муковісцидозу (патологічного процесу, який характерізується загустінням слизових секретів екзокринних залоз).
Найбільш часто у процес залучаються легені та кишка (легенева, кишечна і кишечно-легенева форми захворювання), рідше підшлункова залоза, біліарний тракт, слинні, сльозні та потові залози.
Причиною муковісцидозу є спадковий дефект гену. Тип наслідування — аутосомно-рецесивний. Припускається, що принаймні частина випадків муковісцидозу має набутий характер і розвивається внаслідок дефіциту ряду мікроелементів, передусім селена.

#### Ретенційні кісти
Основним морфологічним проявом муковісцидозу є утворення множинних ретенційнних кіст екзокринних залоз. Ретенційною кістою називається різко розширена вивідна протока залози за рахунок накопичення у ній секрету (лат. retentio «затримка»). При муковісцидозі ретенція секрету зобумовлена його загустінням, у результаті чого він блокує дістальний відділ вивідної протоки. При збільшенні кісти здавлюють паренхіму органу (легені, підшлункової залози), викликаючи з часом її атрофію і, відтак, функціональну недостатність органу. Навколо кіст при цьому разростається фіброзна тканина, тому муковісцидоз також називають кістозним фіброзом.

#### Зміни легень, кишки і печінки
Найбільш тяжкі зміни виникають у легенях, кишці та печінці.
У легенях густий слиз обтурує бронхи, викликаючи ателектази, а також сприяє розвитку інфекційних ускладнень (пневмонія).
У кишці густий меконій призводить до меконіальної тонкокишкової непрохідності (меконіальний ілеус). Товста кишка, як правило, порожня («мікроколон»). Густий меконій, протягом тривалого часу здавлюючи стінки кишки, може призводити до порушення кровообігу у ній і до перфорації з наступним формуванням меконіального перитоніту.
У печінці загустіння жовчі супроводжується холестазом, який завершується розвитком біліарного цирозу.